# Közönséges dobolószöcske
A közönséges dobolószöcske (Meconema thalassinum) a fürgeszöcskék családjába tartozó, Európában és Észak-Amerikában honos szöcskefaj.

## Megjelenése
A közönséges dobolószöcske testhossza a hím esetében 11-15 mm, a nőstény 12-16 mm, ehhez járul a 8-9 mm-es tojócső. Színe világoszöld, ritkán sárga; a hátán sárga csík húzódhat a fejétől a toron keresztül az elülső szárnyak alapjáig. A torpajzs hátsó végén két vörösbarna folt, előttük két kis fekete vonal látható. Világoszöld erezetű, jól fejlett szárnyaik általában túlérnek a potroh végén. A hímek elülső szárnyairól hiányzik a cirpelő készülék. A hímek potrohfüggelékei (cercusai) feltűnően hosszúak, kissé be- és felfelé hajlanak. A nőstény tojócsöve enyhén felfelé ível. 
A hímek nem a szárnyaikon ciripelnek, hanem hátsó lábaikkal gyorsan, pörgetősen (másodpercenként 30-60-szor) "dobolnak" a leveleken, melynek hangja csak kb. egy méterre hallatszik. Az 1-3 rövid (0,1 másodperc) koppantást egy-két hosszabb (1 mp) pergő dobolás követi.

### Hasonló fajok
A déli dobolószöcske hasonlít hozzá.

## Elterjedése
Európában (Észak-Spanyolországtól a Kaukázusig) és Észak-Amerika északkeleti és északnyugati részén honos. Magyarországon mindenütt elterjedt, viszonylag gyakori faj.

## Életmódja
Erdőszéleken, tisztásokon, ligeterdőkben, cserjésekben, parkok és kertek bokrain él. Különféle lombos fák és bokrok levelein tartózkodik. 
Az imágókkal júniustól novemberig lehet találkozni. Alkonyatkor és éjjel aktív, nappal a levelek fonákján rejtőzik. Ragadozó, kisebb rovarokkal táplálkozik. A nőstények kéregrepedésekbe, korhadó fákba rakják petéiket, amelyből a következő év (néha két évvel később) májusában kelnek ki a lárvák. A lárvák öt vedlést követően válnak ivaréretté. Ősszel gyakran behúzódnak az épületekbe, ahol meleget és rovarzsákmányt keresnek. 

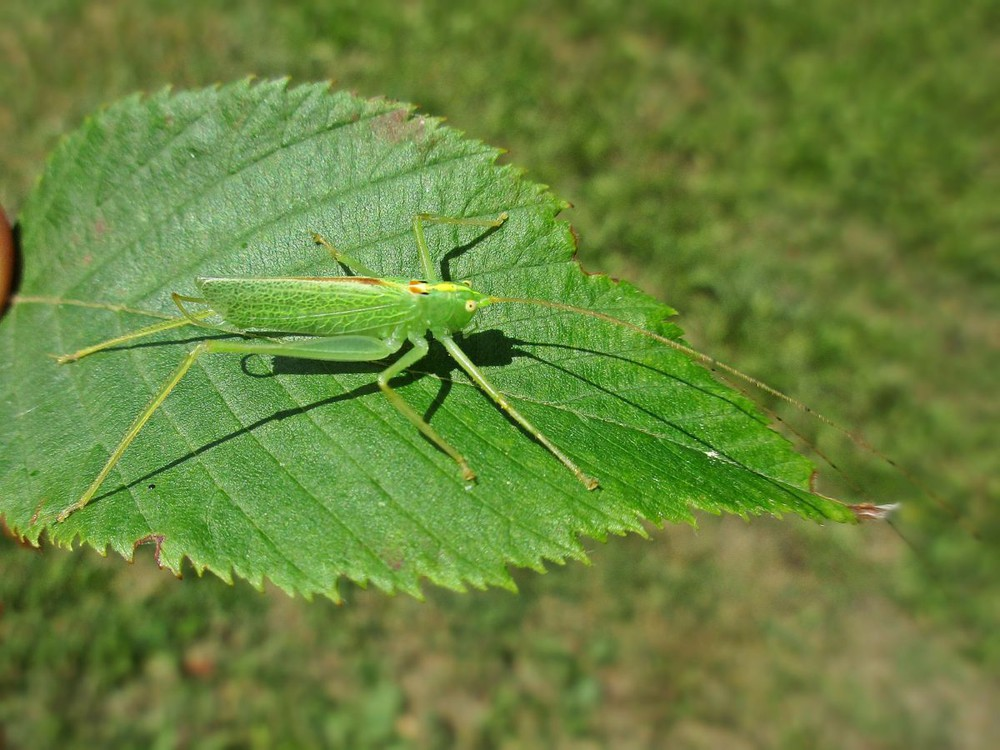
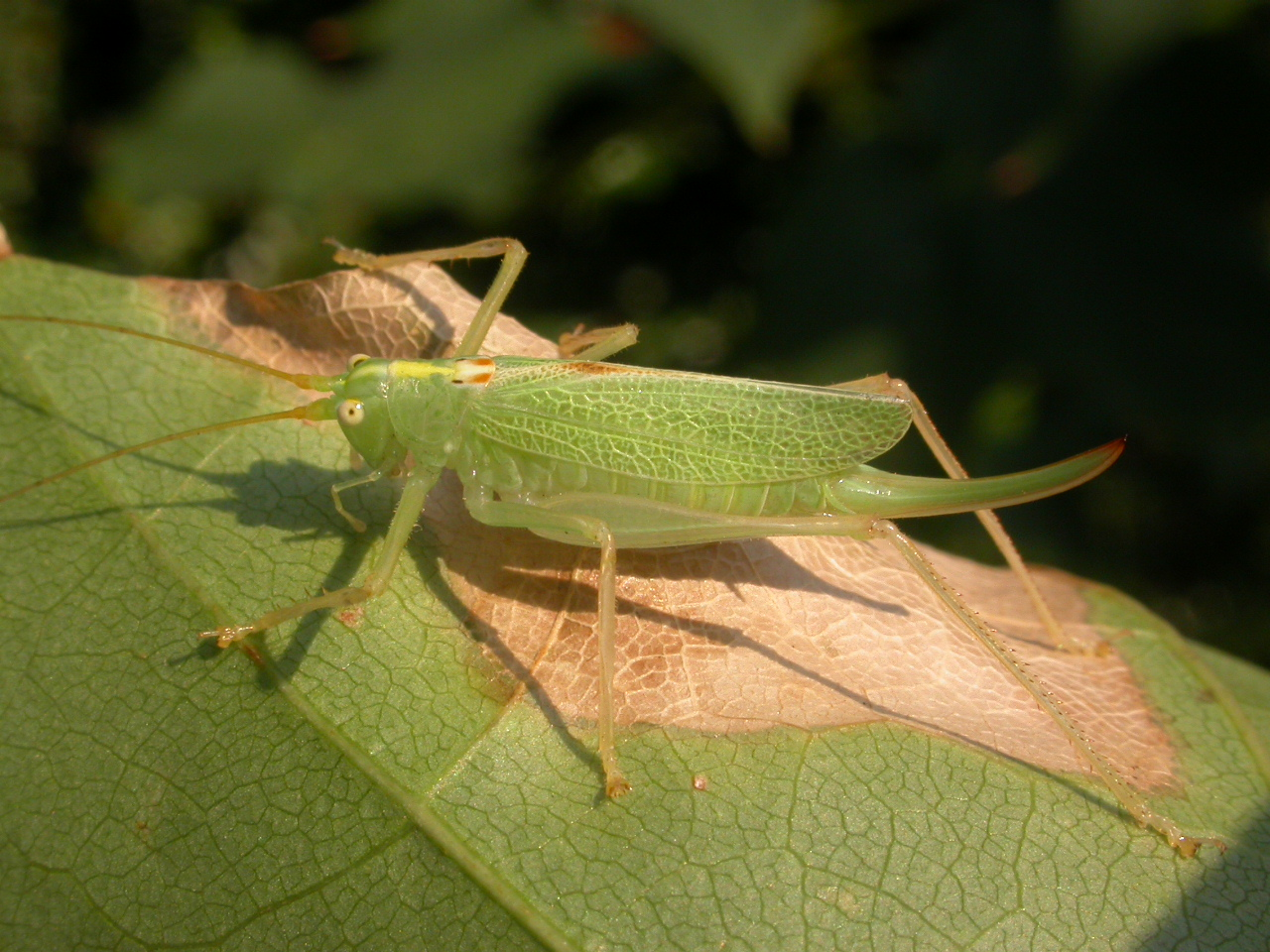
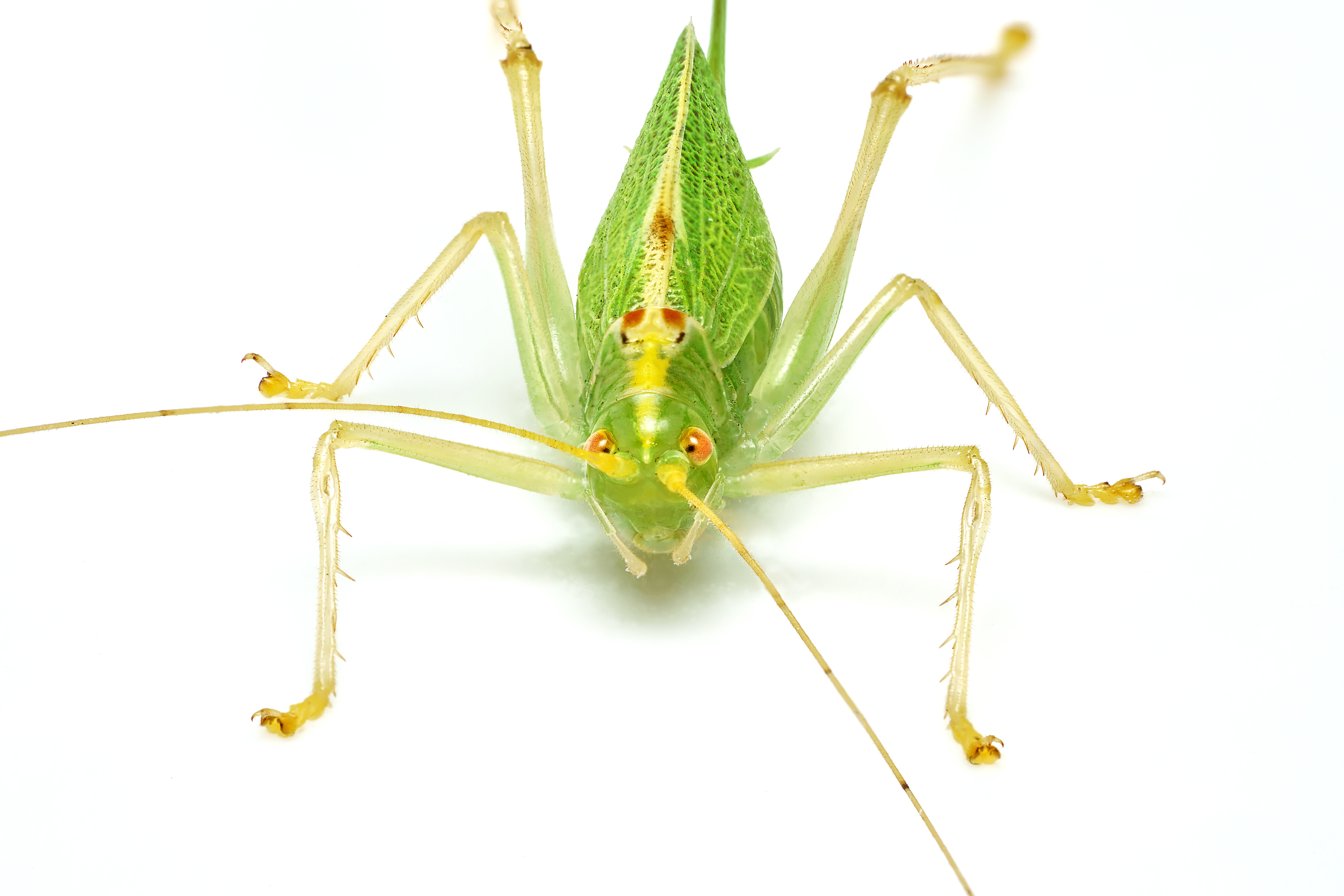
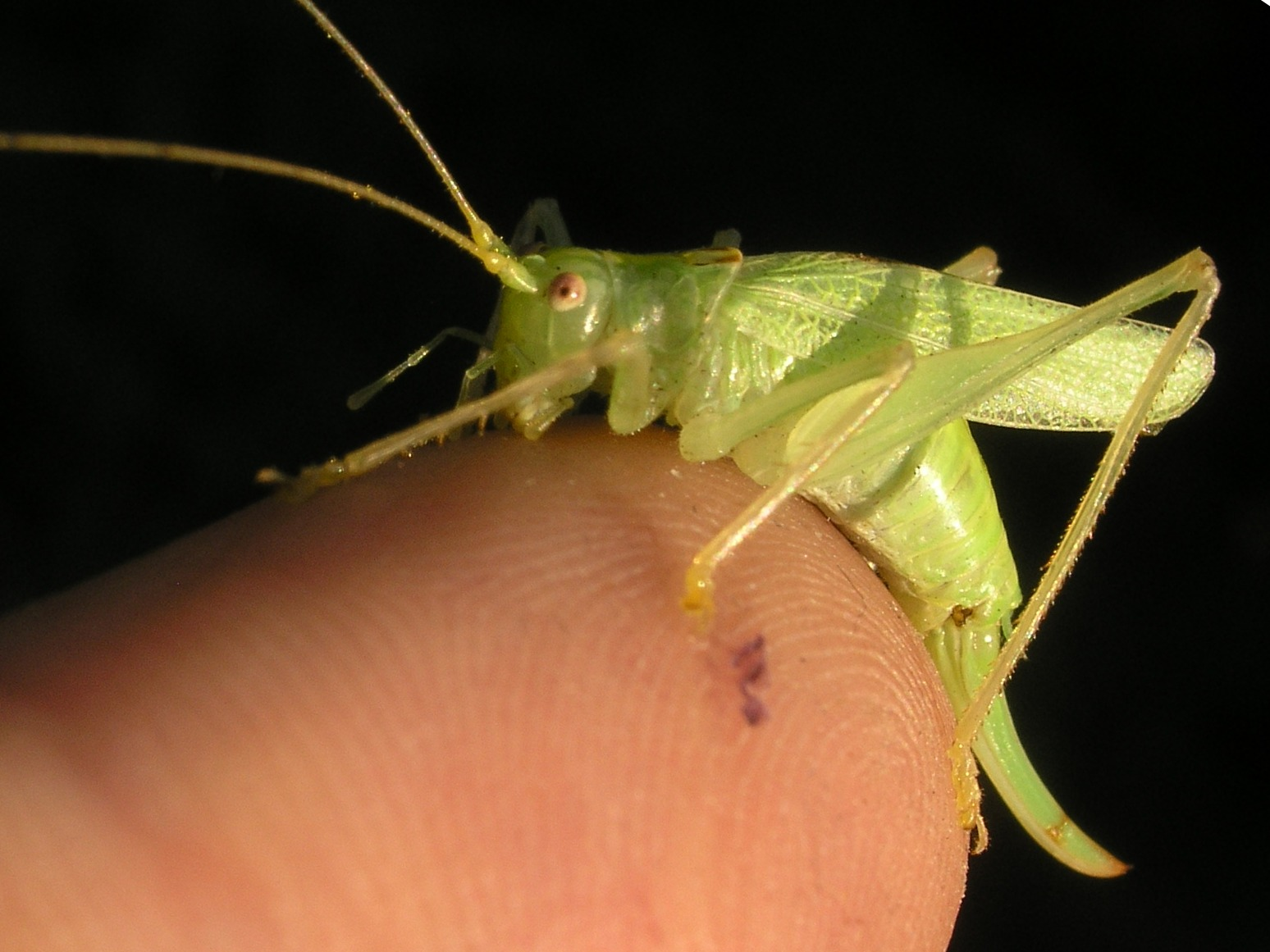
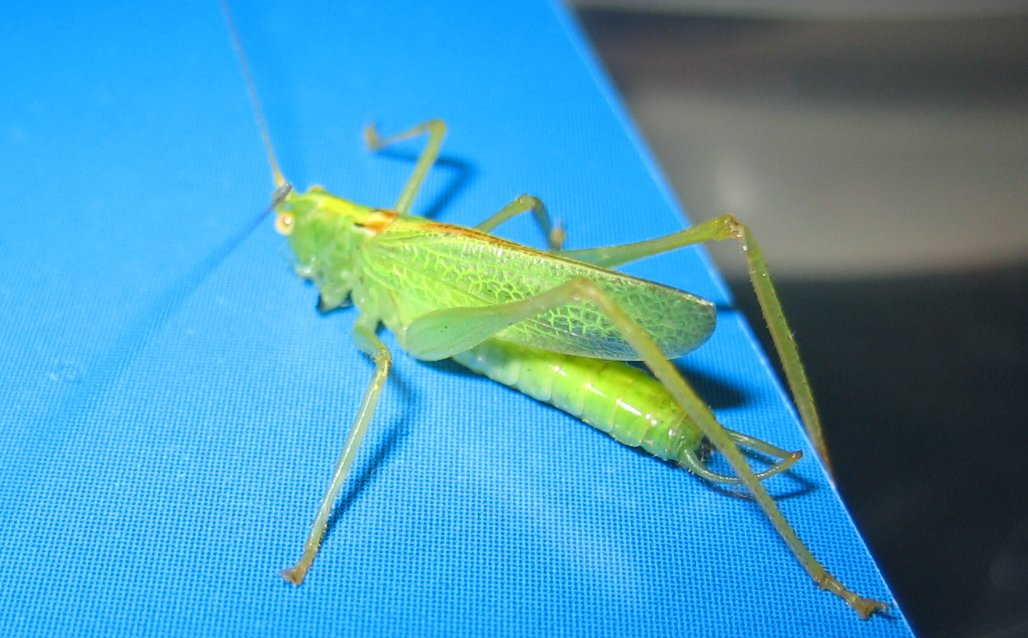

Magyarországon nem védett.